# Nephrodium morsei
Nephrodium morsei là một loài thực vật có mạch trong họ Dryopteridaceae. Loài này được Baker mô tả khoa học đầu tiên năm 1906.